# Frosolone
Frosolone (Frescëlonë in molisano, Frusëlónë in dialetto frosolonese) è un comune italiano di 2 736 abitanti della provincia di Isernia in Molise.

## Origini del nome
L'etimologia di Frosolone è dibattuta, ma sembra riconducibile al latino fre(n)sus da frendere
"macinare", "triturare", attraverso la forma *fresulu a cui è aggiunto il suffisso -ōne, in riferimento a un posto franoso, con detriti di roccia.
Devono essere considerate paretimologie le ipotesi che fanno derivare il nome Frosolone dal frosone, che alcuni identificano come l'uccello presente nel gonfalone comunale, così come quella che lo associa a un non identificato insediamento sannitico citato da Livio, Fresilia e quella secondo la quale Frosolone sarebbe stato fondato da monaci benedettini provenienti da Frosinone, che avrebbero dunque chiamato il nuovo insediamento con il nome del loro luogo di provenienza.
Uno studio del 2016 suggerisce di individuare, in questo toponimo, la presenza della radice indoeuropea indicante la rosa selvatica.
Ad ogni modo Frosolone, o meglio Frusëlóne, è anche la forma dialettale di Frosinone: non è insolito incontrarla, inoltre, nei testi in volgare a partire dalla fine del medioevo e sino alla fine dell'Ottocento. Questo può portare, nel lettore non avvertito, a una confusione fra i due toponimi; tale confusione è amplificata dal fatto che in alcuni testi latini (in particolare il cartiglio inciso sul portale anteriore della chiesa di Santa Maria Assunta), Frosolone compare nella forma Frusino, -onis.

## Storia

### Le origini
Prima dell'età romana la zona era abitata da popolazioni di ceppo sannitico, come testimoniato dalla presenza di recinti di mura megalitiche, di tipo poligonale, visibili sulla montagna sovrastante il paese, in località Civitelle. Tali resti appartengono a quello che viene definito insediamento d'altura: un abitato fortificato di dimensioni non molto grandi, destinato probabilmente a essere abitato soltanto in determinati periodi dell'anno, dalle funzioni genericamente difensive.
Al periodo tra l'età sannitica e quella romana vi è poi la nascita del primissimo stabilimento a valle, un embrione dell'odierna Frosolone, che si trovava a nord dell'odierno quartier Sant'Angelo, con la presenza di barriere lignee, abitati in pietra e un tempio pagano nell'area dove poi sorse la chiesa di San Michele Arcangelo, il tutto accessibile tramite un ponte in pietra che permetteva l'attraversamento del ruscello che tagliava la vallata, che ebbe funzione di "fossato".
Successivamente nel periodo romano è attestata l'espansione delle barriere militari e la costruzione di nuovi fabbricati tra cui un tempietto nell'area dell'odierno Largo Vittoria.
Il centro abitato risale all'epoca medievale: in un documento custodito a Montecassino e risalente alla prima metà del secolo XI compare, fra i punti di riferimento della zona, un torrente detto aqua Freselona.
Il perimetro del centro storico, rispecchia in linea di massima l'andamento delle mura di cinta erette in età longobarda, con la costruzione del castello, con 3 torri e 3 file di ronda con caditoie lignee.
Lungo la fortezza poi, molto importanti erano gli accessi principali attraverso le mura, che accedevano ai 4 rioni in cui il borgo era suddiviso;
La Porta San Pietro, ancora esistente.

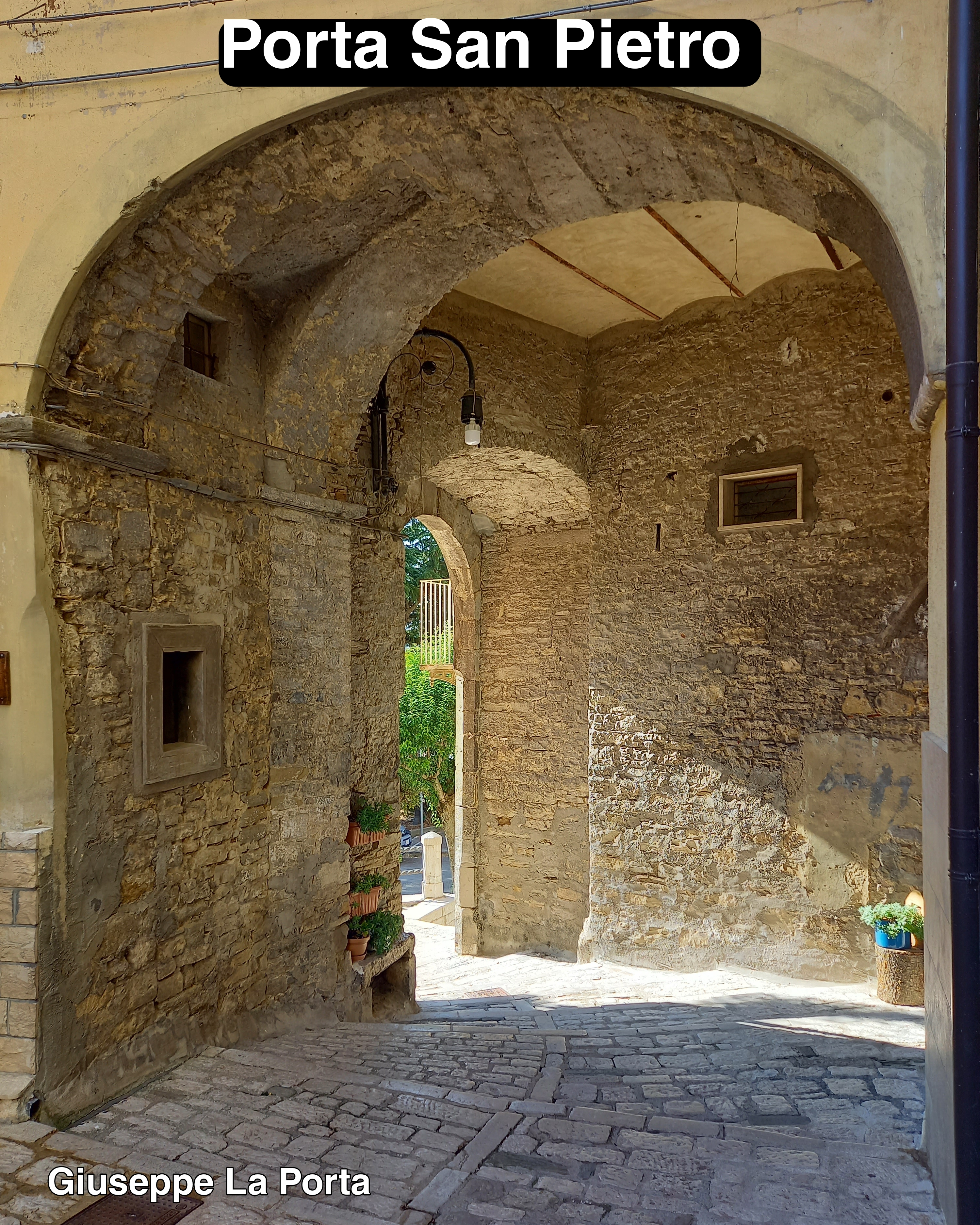
Porta San Pietro

La Porta Santa Maria, ancora esistente. 

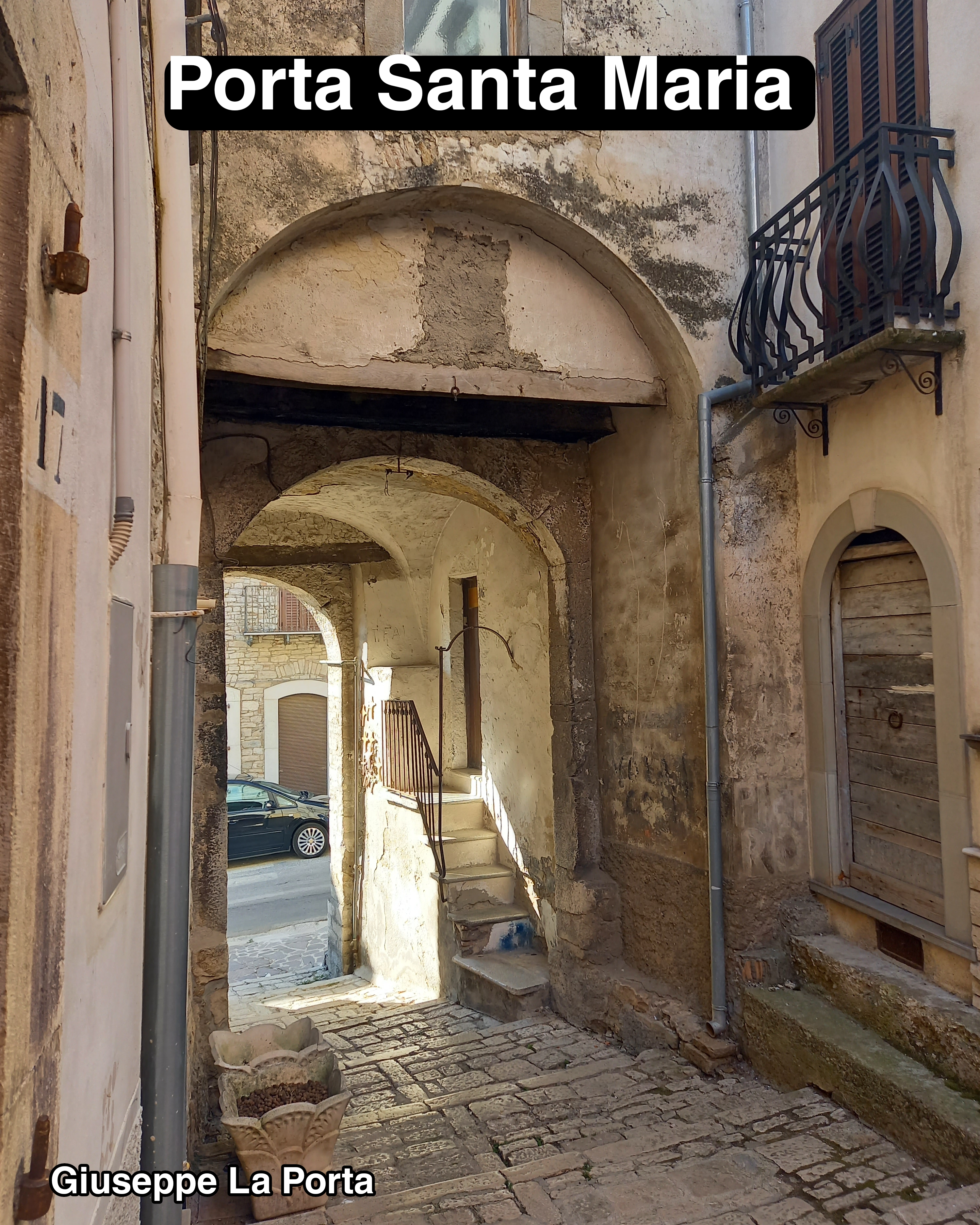
Porta Santa Maria

La Porta Sant'Angelo, parzialmente conservata. 

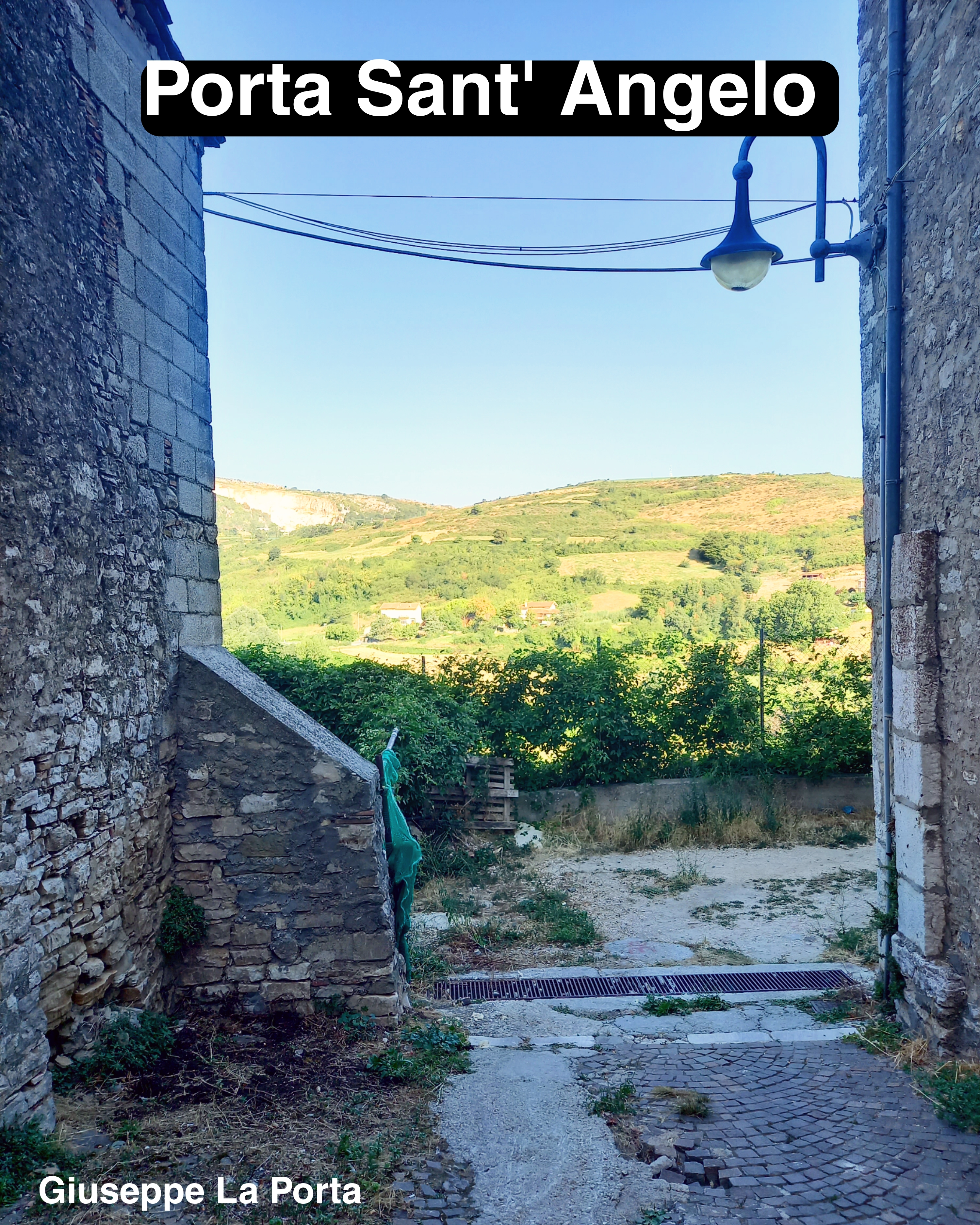
Porta Sant'Angelo

La cosiddetta Porta Ospitale, della cui esistenza, nonostante non restino tracce né documentarie né architettoniche, è ipotizzata da alcuni appassionati di storia locale desiderosi di collegare la storia di Frosolone all'ordine degli Ospedalieri attraverso l'esistenza di un ospedale, un edificio probabilmente di origine sei-settecentesca dalle esigue dimensioni concepito per fornire ricovero e assistenza ai poveri. 

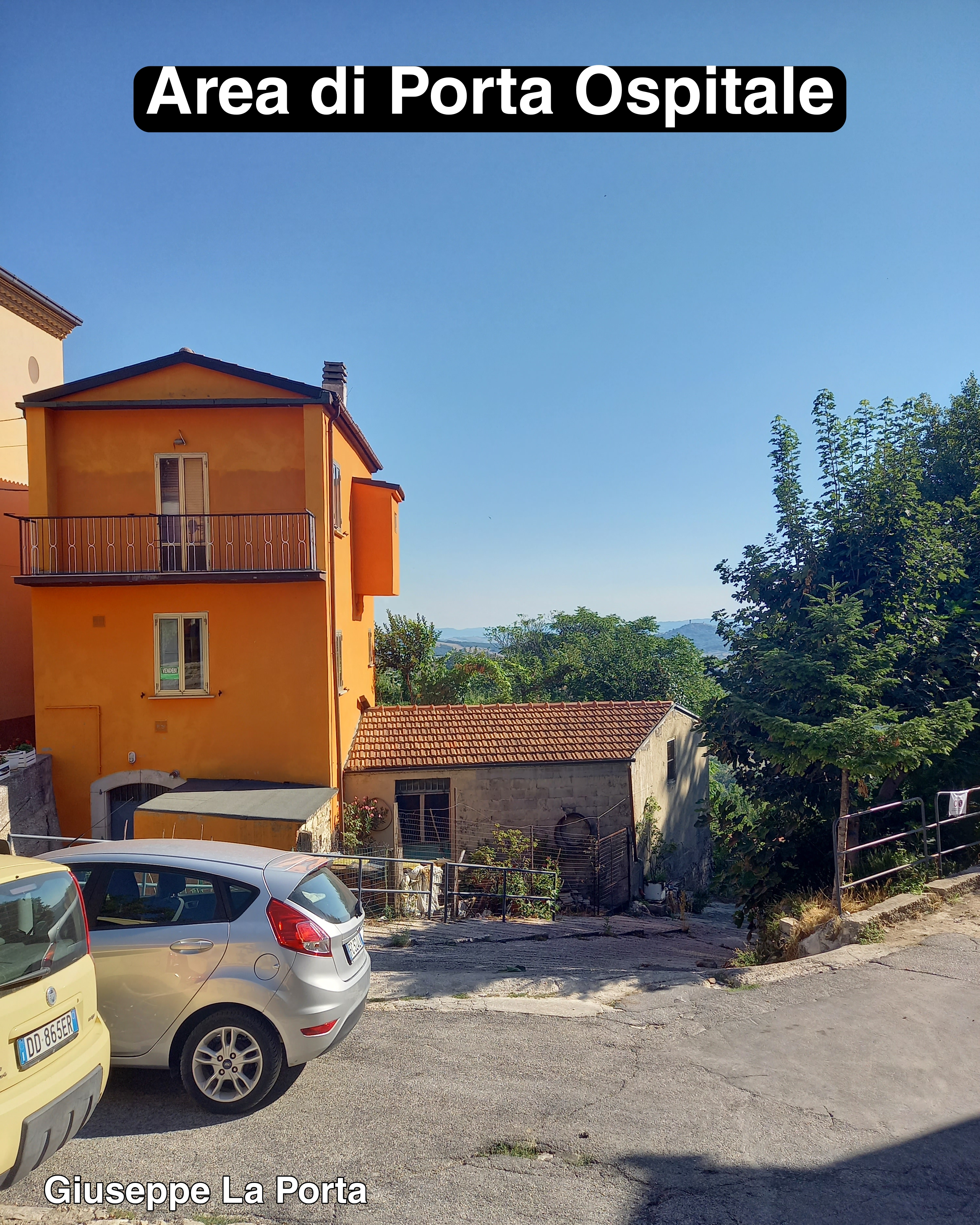
Presunta collocazione della cosiddetta Porta Ospitale

Nel 1070 l'abate Vulturnense Giovanni Marsicano acquista da tal Berardo di Giovanni di Pietrabbondante una serie di chiese e fondi agricoli per il Monastero di Santa Colomba di Frosolone, dal che si deduce che questo scomparso insediamento monastico benedettino doveva essere piuttosto importante e dipendeva dall'Abbazia madre di S. Vincenzo al Volturno.
Nel medioevo, il borgo disponeva già, come detto precedentemente, un gran numero di edifici sacri, tra cui la Chiesa di Santa Maria Assunta, il monastero benedettino esterno alle mura, il convento trecentesco delle clarisse, la chiesa di San Michele arcangelo e la cappella gentilizia consacrata a San Pietro.
Nel '300 qui vi furono processati e imprigionati alcuni fraticelli molisani, e la loro detenzione avvenne nel castello, l'attuale palazzo baronale, che nel periodo aveva funzione di tribunale della santa inquisizione.
Al seguito del terremoto avvenuto nella prima metà del '400, la fortezza subì numerose modifiche che plasmarono in parte i beni architettonici del luogo, nonché la maglia urbana.
Verso la fine del medioevo, Frosolone comincia a definirsi un vero e proprio nucleo urbano: come ricordato dalla documentazione presso l'Archivio di Stato di Napoli, il paese sarebbe assurto al grado di parrocchia grazie al trasferimento del titolo parrocchiale dalla chiesa di San Martino alla chiesa di Santa Maria Assunta, nella parte alta dell'attuale borgo.
La chiesa di San Martino viene ricordata come collegata a un convento, parte di un centro situato sull'omonimo colle alle pendici della montagna, a poca distanza dalla località Civitelle; si suppone che in origine fosse un insediamento autonomo, di piccole dimensioni, abbandonato forse a causa del terremoto del 1349.

### L'età moderna
Come per tanti altri centri del Molise, la fase medievale del paese si conclude, drasticamente, con il terremoto del 1456: secondo quanto riporta Antonino Pierozzi nel suo Chronicon, Frosolone sarebbe stato totalmente raso al suolo e vi sarebbero state 317 vittime; questa informazione venne poi ripresa da vari autori, fra cui Giovanni Antonio Summonte, che ricorda come il paese «in gran parte cadde, con morte di 318 persone».
Testimonianze regolari di Frosolone si hanno, poi, a partire dal periodo spagnolo; in quest'epoca attraversa una intensa fase di sviluppo: assieme ad Agnone e Trivento ospita una delle tre residenze vescovili della diocesi
Vi è anche una fortificazione bellica, che riguarda pochissimi centri del Molise, con la costruzione di un rivello armato nella zona dove oggi sorge la cosiddetta loggia dei pezzenti, lo spazio noto come Largo XX settembre.
In questo periodo il castello viene ampliato diventando pienamente un palazzo baronale, perdendo la sua funzione prettamente militare ed assumendo quella di residenza.
Vengono anche implementati i restauri alle strutture sacre del borgo, con l'inizio della dominazione barocca sulle strutture romaniche.
La crescita continua per tutta l'età moderna:
nel 1532 il paese conta 882 fuochi, diventati poi 315 nel 1545 e 319 nel 1561;
nel 1618 passano a 349; 432 sono quelli censiti nel 1675;
nel 1780 i fuochi erano 390, per 3 592 abitanti;
nel 1796 annoverava 3 876 abitanti ed era già rinomato per la produzione di forbici e coltelli.
Alla fine del Settecento, Frosolone conta:
tre Parrocchie, delle quali due sono Collegiate, tredici Cappelle pubbliche, una Commenda di Malta, due Conventi, una Casa d'Educazione de' Padri Missionari, tre Confraternite Laicali, uno Spedale per ricovero degl'infermi, sette Monti Frumentari, due Parrochi e un Arciprete. 
Qui di seguito, una ricostruzione che mostra l'aspetto del borgo fiorente nella prima metà del '700:

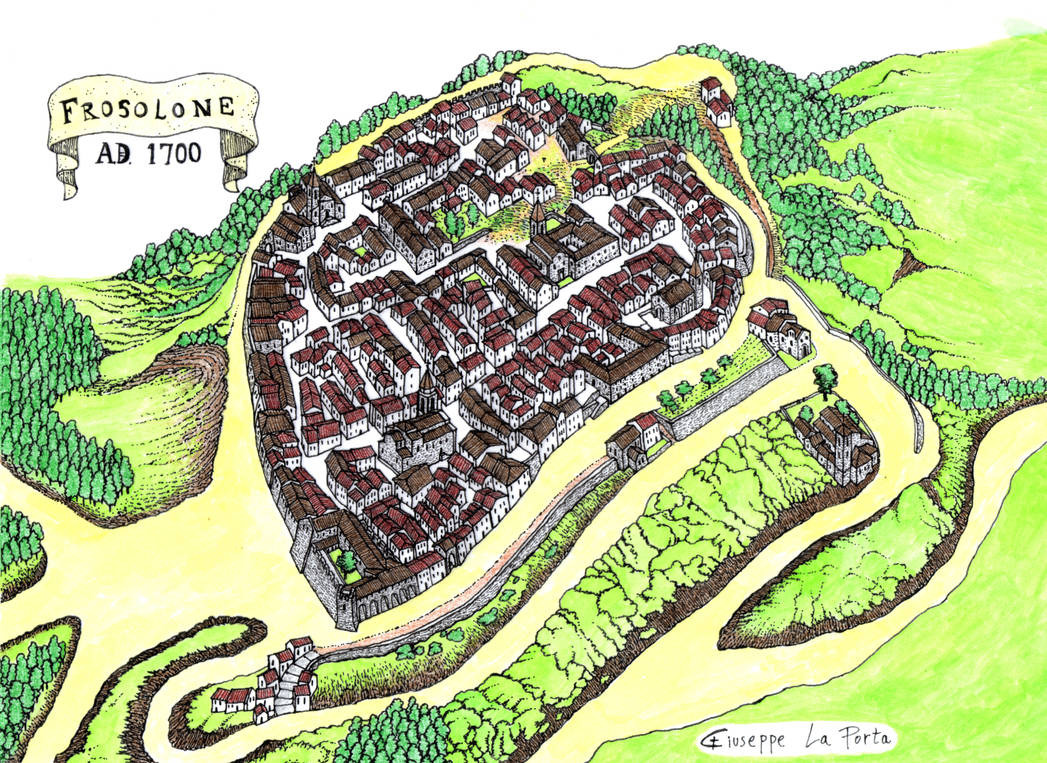
Frosolone agli inizi del '700

Nel 1788 Francesco Longano dà la seguente descrizione di questo territorio:
(Francesco Longano, Viaggio per lo contado di Molise nel 1786)

### Dall'Ottocento a oggi
Nei primi anni del XIX secolo, Frosolone è uno dei centri abitati più popolosi del Contado di Molise: nello stesso periodo in cui esso sfiora i 4 000 abitanti, Agnone ne conta circa 7 500, Boiano circa 3 500, Campobasso circa 5 500, Isernia circa 6 900. Il terremoto del 1805 impone una forte battuta d'arresto allo sviluppo del paese; questa seconda catastrofe sembra abbia avuto un esito altrettanto disastroso di quella del 1456: fonti dell'epoca lo definiscono «adeguato al suolo quasi per intero», e riportano una cifra (non si sa quanto attendibile) di mille morti e 46 feriti su una popolazione di 4 000 anime. Nonostante questa nuova calamità, al 1º gennaio 1835 a Frosolone erano presenti 2 431 maschi e 2 407 femmine, per un totale di 4 838 abitanti; il centro abitato, però, rimase a lungo occupato dalle macerie delle abitazioni crollate, la chiesa di Santa Maria Assunta richiese dei lavori di ricostruzione che si chiusero solo nel 1870, la chiesa di San Pietro non fu più ricostruita(lo spazio lasciato libero è oggi Largo Vittoria). A fine Ottocento il borgo ha raggiunto il numero più alto di residenti, circa 6.200.
La ricostruzione successiva al terremoto e in seguito l'Unità d'Italia danno a Frosolone un nuovo volto e nuove prospettive di sviluppo: viene riorganizzato in più fasi l'impianto urbano e realizzate opere quali la Fonte dell'Immacolata, l'illuminazione pubblica e la fognatura; nel 1901 viene istituito il Regio Ginnasio.
Le condizioni economiche della popolazione restano, comunque, molto difficili: il paese contribuirà, assieme a gran parte del Meridione, alla grande migrazione dei primi del Novecento. Come molti altri comuni molisani la comunità frosolonese venne duramente colpita dalla più grave sciagura mineraria mai verificatasi negli Stati Uniti d'America, il 6 dicembre 1907 a Monongah, nella Virginia Occidentale: diverse delle vittime della catastrofe erano emigranti provenienti da Frosolone.
Il fenomeno migratorio è ripreso dopo la Seconda Guerra mondiale: mete preferite sono state l'Europa settentrionale, l'Italia del Triangolo industriale, la città di Roma; ciò ha contribuito al consistente calo demografico e al lento ma costante invecchiamento della popolazione residente che Frosolone sta affrontando negli ultimi decenni.
Attualmente in paese sono presenti varie attività artigianali e commerciali, punti di ristoro, un istituto comprensivo, una farmacia.

### Simboli
Lo stemma rappresenta un frosone posato sul monte in campo azzurro, una stella d'oro a cinque punte e l'iniziale del comune. Il gonfalone è un drappo di azzurro.

## Monumenti e luoghi d'interesse

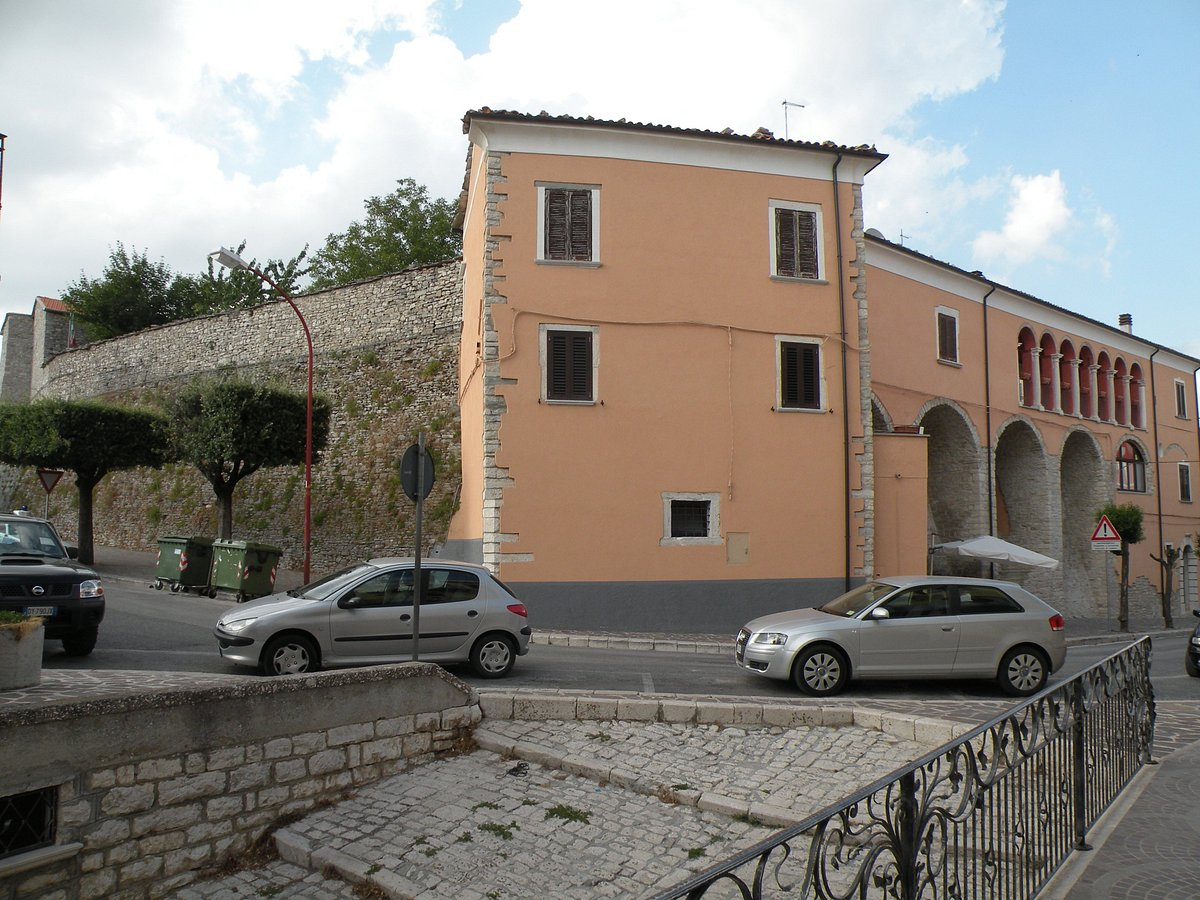
Castello e Palazzo Baronale Zampini

- Palazzo Baronale: Castello e Palazzo Baronale Zampiniinizialmente castello medievale (citato, nei documenti, come castrum Frisulonis), fu sede principale dei feudatari di Frosolone[33], finché non venne acquistato agli inizi dell'Ottocento dalla famiglia Zampini[34]; nel 1814 fu infatti venduto da Francesco Muscettola principe di Leporano a Cosimo Zampini, notabile del luogo[35]. Raynaldo di Pietrabbondante lo amministrò nel 1100, con rendita di 120 once d'oro. Il palazzo ha una struttura massiccia in pietra, con una parte quadrangolare intonacata, e il resto del corpo rettangolare alternato tra pietra e intonaco, con loggiato cinquecentesco e quattro grandi arcate.
- Palazzo Ruberto-Vago: la struttura è posta all'entrata sud del paese e comprende l'accesso di Porta San Pietro. Fu edificata a partire dal 1700, come dimostra un atto notarile di tale datazione, dove vengono catalogati l'acquisto di capi di bestiame e l'avvio dei lavori per la costruzione di un nuovo palazzo.[36] Le fondazioni dell'intero bene sono localizzate a circa 5 metri sotto il piano di calpestìo e coincidono con un perimetro delle mura medievali del borgo, come dimostrano i rilievi archeologici attuati nei sotterranei dell'edificio, provvisti anche di cunicoli e corridoi in pietra, murati dopo la divisione dei beni al seguito della ricostruzione successiva al Terremoto del 1805.[36] Il palazzo nell'Ottocento divenne proprietà della famiglia Ruberto, tuttora proprietaria insieme agli eredi Castellotti di Parma, che vi trasferì i beni cinquecenteschi del vicino Palazzo Vago, demolito negli anni 70. Nell'ala est sono presenti affreschi di Amalia Dupré. Il palazzo storico, anche nelle sue diramazioni interne verso largo Vittoria, è identificato nelle proprietà: Ruberto-Castellotti, La Porta, Vignone, D'Antonio, Marinaro.[37][38]

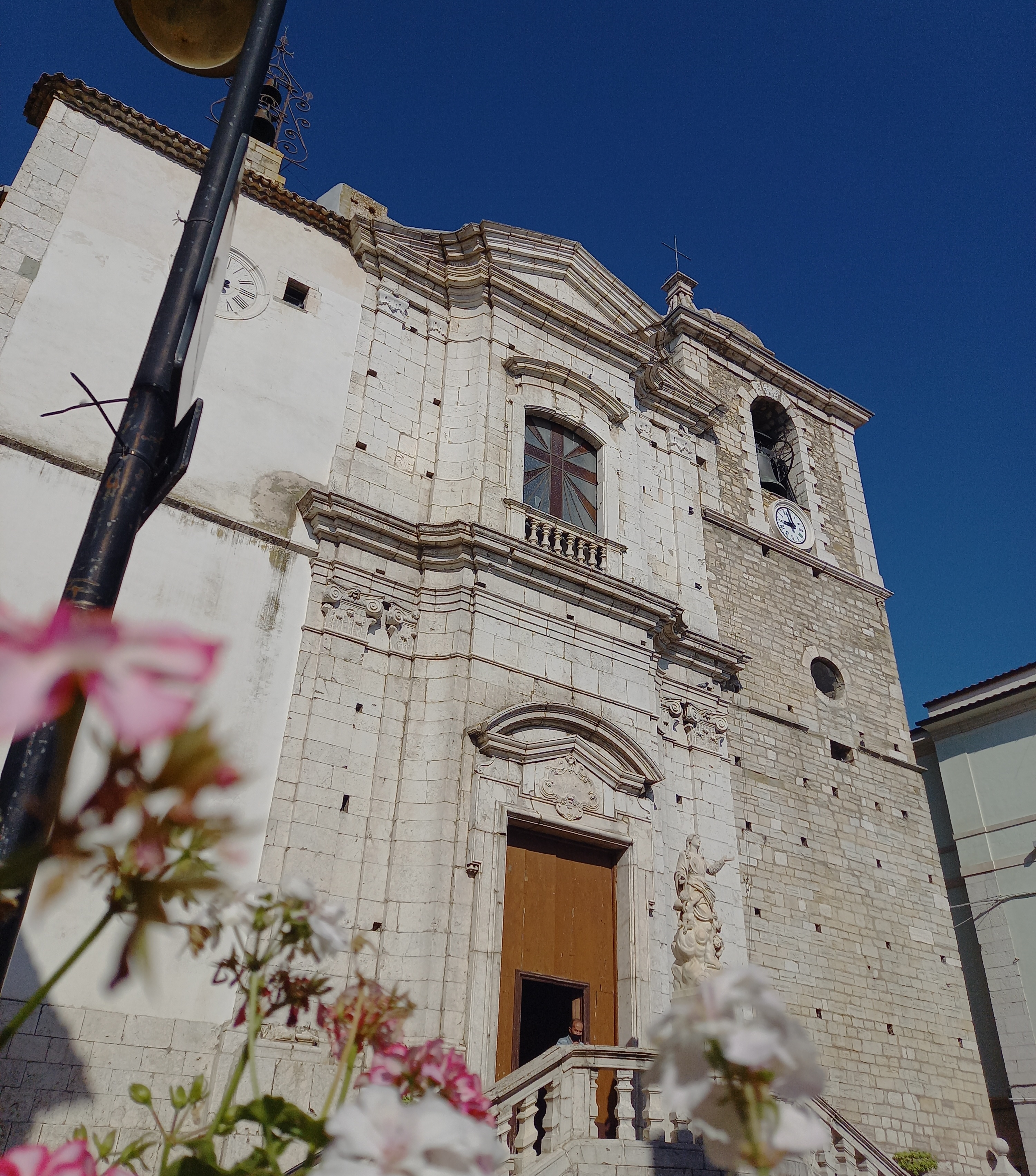
Chiesa di Santa Maria Assunta

- Chiesa di Santa Maria Assunta: Chiesa di Santa Maria Assunta ha origini medievali, e la prima consacrazione è del 1309. Nel 1456 subì danni per il terremoto del 4 dicembre, e i lavori di trasformazione si conclusero nel 1531. Nel 1805 il terremoto detto "di sant'Anna" danneggiò la chiesa, che fu riconsacrata nel 1877. La chiesa ha una pianta rettangolare, con campanile turrito arricchito da una cuspide napoletana a cipolla. La facciata è suddivisa da paraste che alternano la parte moderna intonacata dagli elementi medievali in pietra. Il portale è arricchito da vetri dipinti. L'interno barocco è a navata unica, con semicupola presso il transetto. Al suo interno sono custodite opere di Francesco Citarelli, Giacinto Diana e Cosimo Fanzago. Qui è sepolto il vescovo di Trivento Giovanni Battista Ferruzza (1655-1658), come ricordato da una lapide murata nella navata destra dell'edificio.[39]

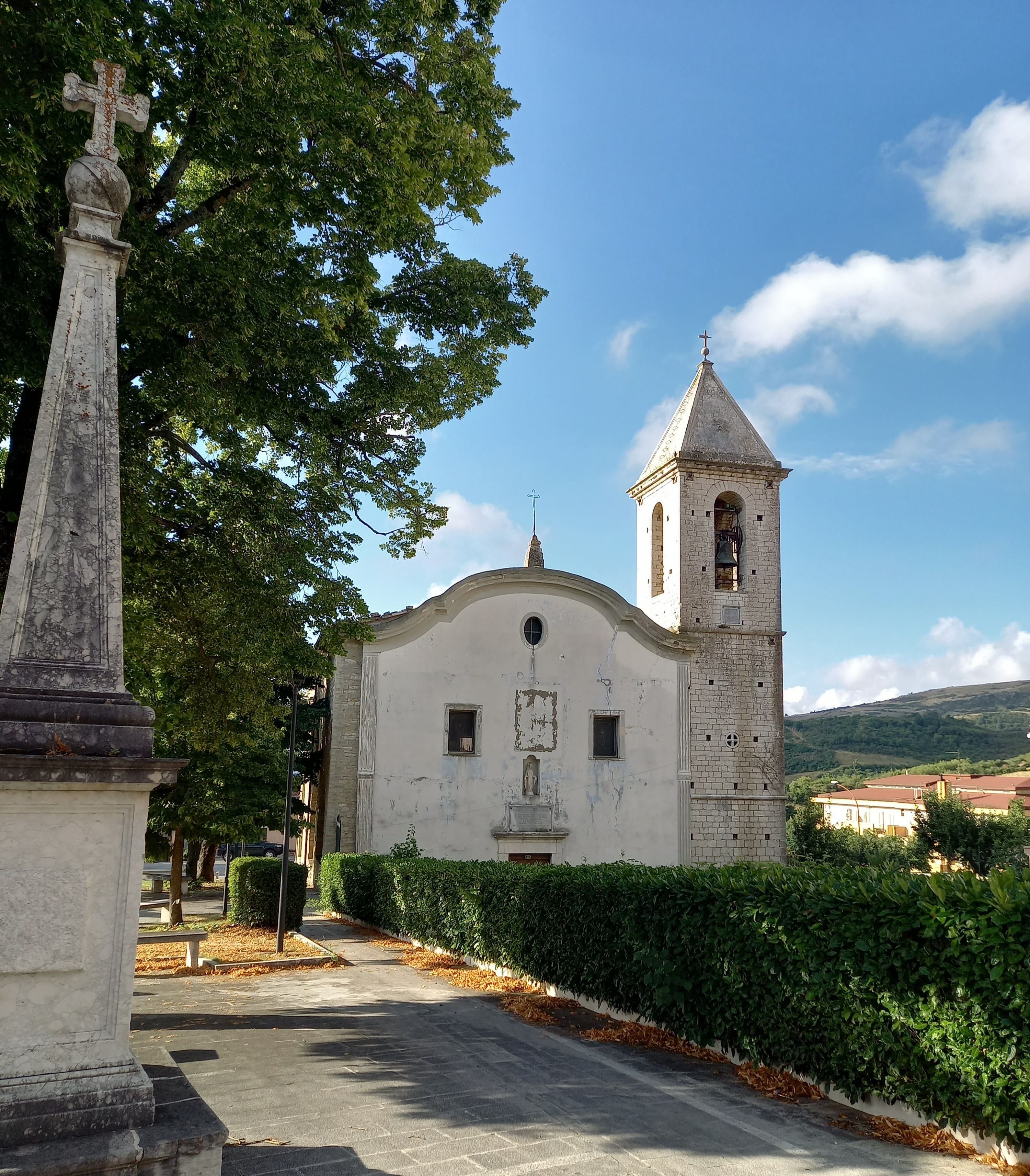
Chiesa di San Nicola

- Chiesa di San Nicola di Bari: Chiesa di San Nicolachiesa rinascimentale, ha pianta rettangolare a navata unica, longitudinale. La facciata ha lineamenti curvi a semicerchio presso la sommità, abbellita da portale semplice in pietra. L'interno ha un dipinto del santo, datato 1660. In origine la struttura intera risultava essere un convento benedettino la cui struttura aveva 3 navate, delle quali rimangono visibili gli archi ciechi, e una serie di strutture e cappelle, distrutte dal terremoto del 1805.[39]

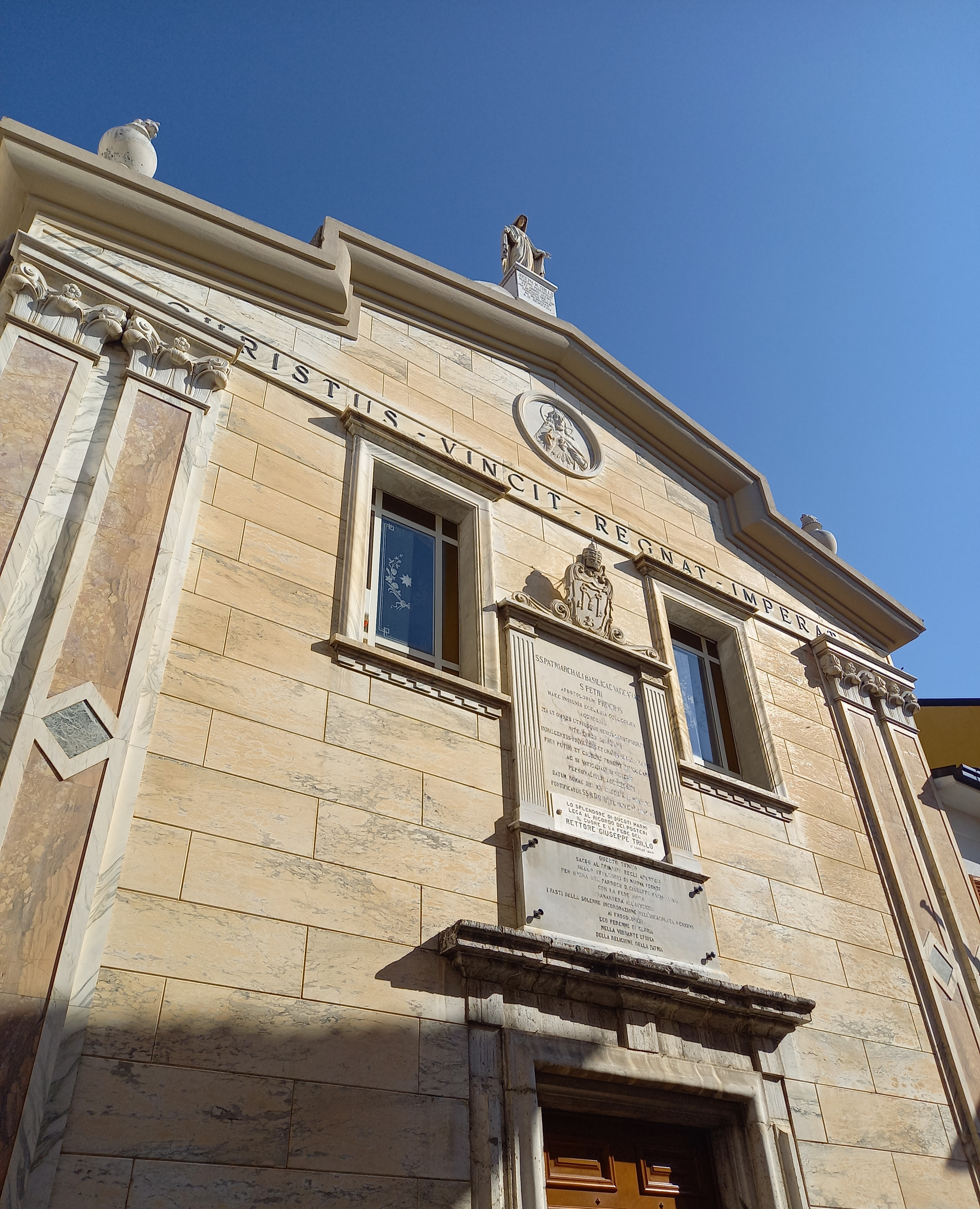
Nuova Chiesa di San Pietro

- Chiesa di San Pietro: Nuova Chiesa di San Pietroinizialmente era la chiesa dell'adiacente convento dedicato a santa Chiara, rimodellato dopo il terremoto del 1456. Ricevette il titolo di chiesa parrocchiale dopo la distruzione in seguito al terremoto del 1805 dell'originaria chiesa di San Pietro, situata nell'attuale Largo Vittoria[10]. Della chiesa originaria sono stati conservati i parametri sacri, e opere quali la statua dell'Immacolata (1750), il dipinto del Sacro Cuore di Duprè, e il gruppo scultoreo della Sacra Famiglia. La facciata, in marmo, è stata realizzata negli anni 40 del Novecento dall'allora parroco Giuseppe Maria Trillo.[39]

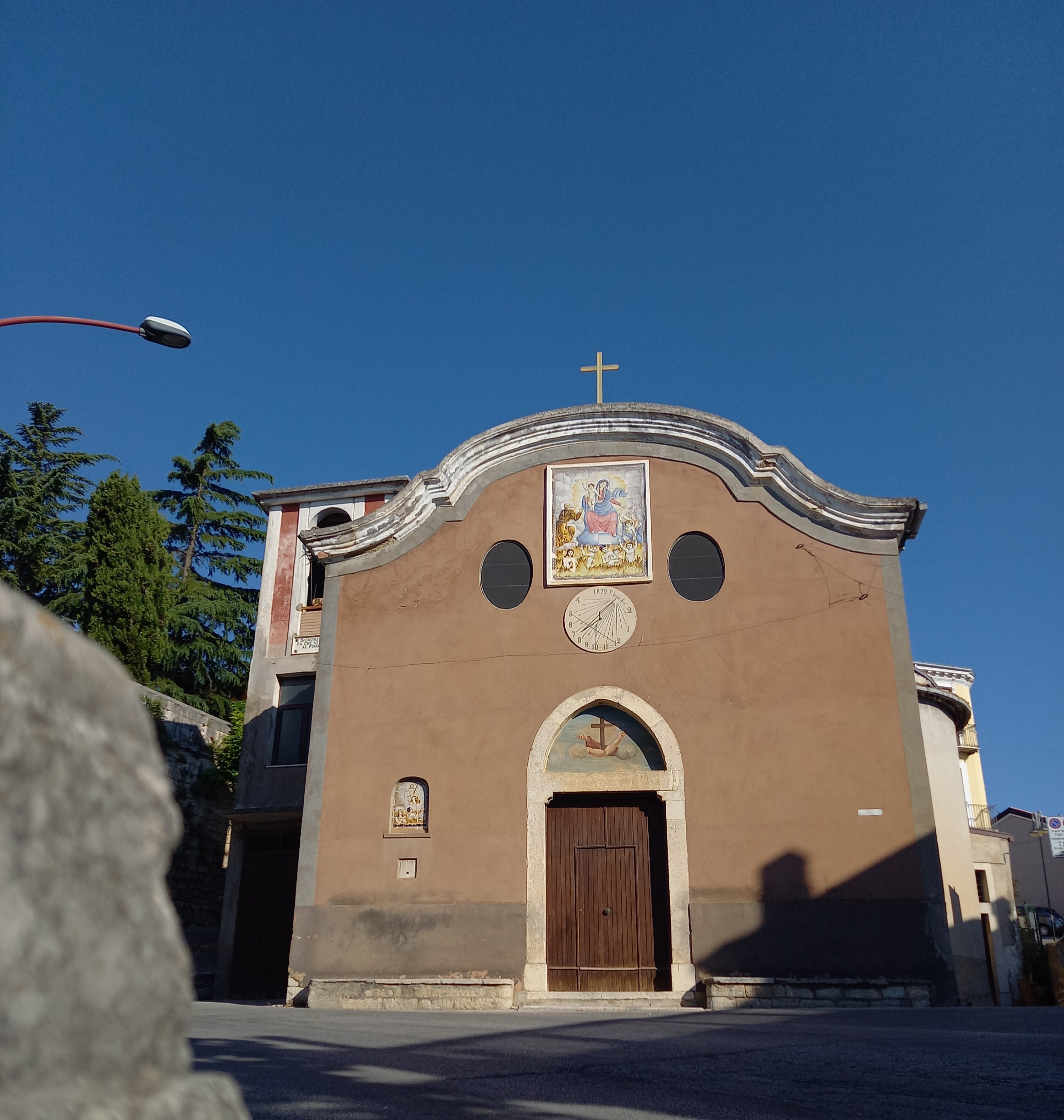
Chiesa di San Rocco

- Chiesa di San Rocco: Chiesa di San Rocco edificio nato originariamente in età vicereale per la sepoltura dei defunti. La struttura iniziale era composta da una navata continua con 2 absidi laterali, e fu edificata nell'area anteriore al convento benedettino che diede poi spazio alla chiesa di San Nicola dopo il terremoto del 1805[senza fonte]. A Partire dal 1874, la cappella è stata concessa alla confraternita locale di San Francesco, che ne decorò l’interno con affreschi e stucchi. L’impianto è molto semplice, a navata unica, e anche l’esterno mantiene i canoni estetici di un’architettura sobria. Edificio a pianta rettangolare, ad aula con unica navata decorata; muratura in pietra intonacata; facciata con profilo curvilineo con in asse un portale delineato da un arco ogivale e stipiti in pietra lavorata; campanile addossato lungo il lato sinistro; copertura a due falde con manto in coppi.[40]

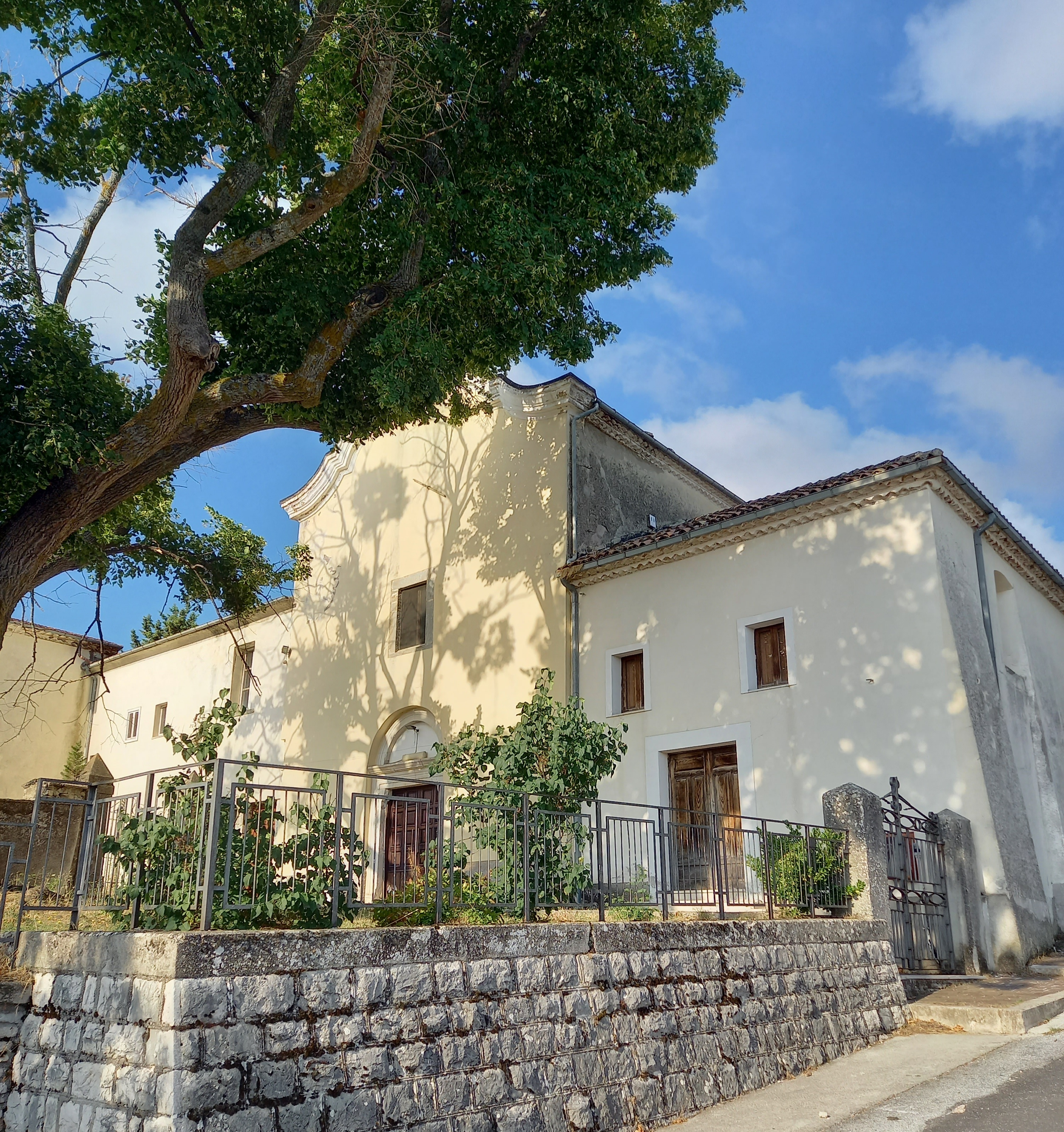
Convento dei frati Cappuccini e Chiesa della Madonna Delle Grazie

- Convento dei frati cappuccini: Convento dei frati Cappuccini e Chiesa della Madonna Delle Grazie la chiesa di Santa Maria delle Grazie, situata poco distante dal centro dell'abitato di Frosolone, risale al XV secolo. Accanto alla chiesa nel 1580 venne costruito un convento che ospitò i padri cappuccini fino al 1799, poi soppresso nel 1809 a seguito degli Ordinamenti murattiani del 1809 e riattivato nel 1812. La chiesa fu ampliata e ristrutturata nel 1833. All’interno conserva l’altare maggiore in legno del 1600 e diversi dipinti murali del manierismo partenopeo. Edificio a pianta rettangolare, ad una navata con muratura in pietra intonacata, presenta: una facciata con coronamento curvilineo; portale con arco e stipiti in pietra lavorata; finestra in asse con il portale; copertura a due falde con manto in coppi.[41] La struttura attualmente presenta un giardino recintato frontale alla chiesa, contenente un tiglio secolare e una croce stazionaria.

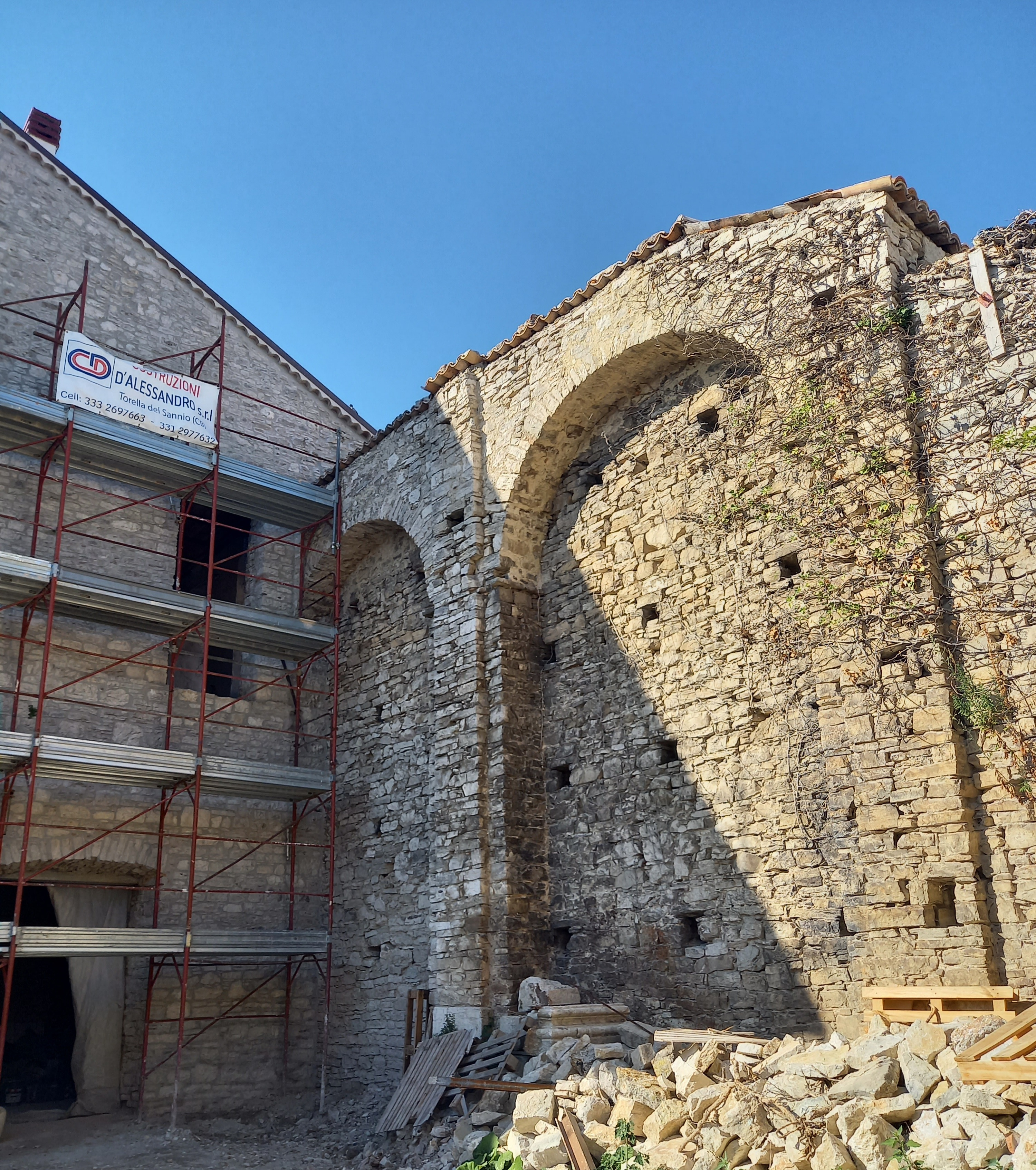
Ruderi della Chiesa del Santissimo Sacramento e della Commenda

- Commenda e chiesa del Santissimo Sacramento: Ruderi della Chiesa del Santissimo Sacramento e della Commenda il rudere è localizzato a pochi metri dalla chiesa di San Michele, nel Quartier Sant'Angelo. Presenta le rimanenze di una notevole chiesa, con gli archi della navata di destra, alla cui base è possibile notare le caratteristiche artistiche del bene, realizzato sul finire del Settecento per legato testamentario del benefattore locale Giuseppe Antonio Fazioli. Sul retro, collegata alla chiesa, vi era la Commenda. Dopo il terremoto del 1805, la chiesa non fu ricostruita per compromissione delle fondazioni e nel periodo successivo, divenne un giardino collegato alla struttura adiacente dell'ex commenda di Frosolone.[42] Attualmente la struttura è in fase di restauro e ristrutturazione a partire dal 2022, per uso civile.

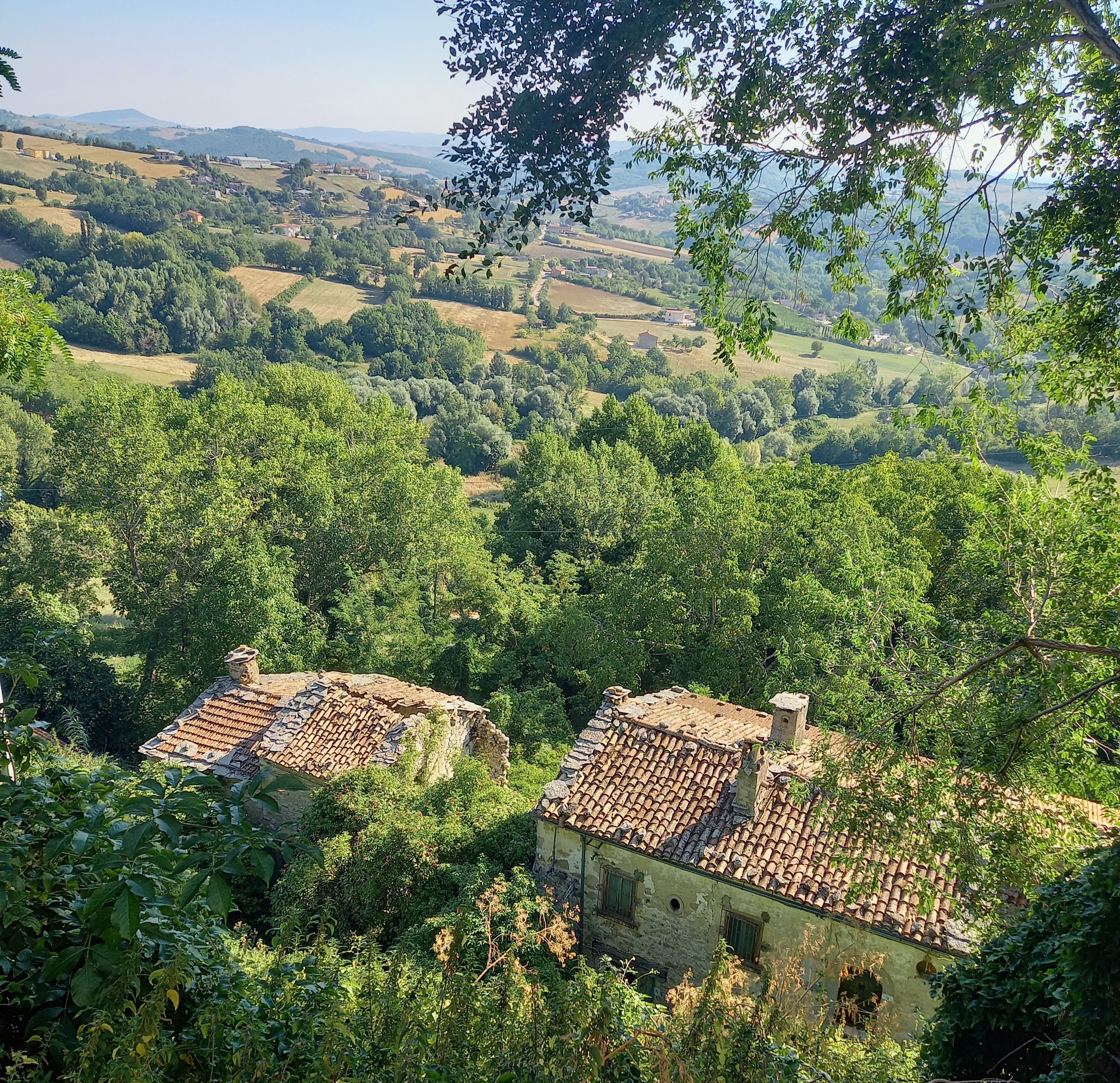
Antichi mulini ad acqua

- Antichi mulini ad acqua: Antichi mulini ad acqua sono una fila di mulini ad acqua, ubicati alla fine dell'odierna Via dei Mulini, al limitare delle coste sud di Frosolone. La loro datazione è da ricondurre a maestranze del '600[senza fonte], in concomitanza con l'antico mulino Di Iorio in Val Fortore[43]. Precedentemente al loro abbandono, nel periodo che va dalla loro edificazione al 1805, i mulini erano alimentati da un corso d'acqua che trapassava il paese passando per la zona denominata "Vallone". Attualmente le strutture sono in uno stato di abbandono e parzialmente crollate, inoltre è difficoltoso anche il loro raggiungimento a causa dell'instabilità del sentiero di Via Mulini.[42]

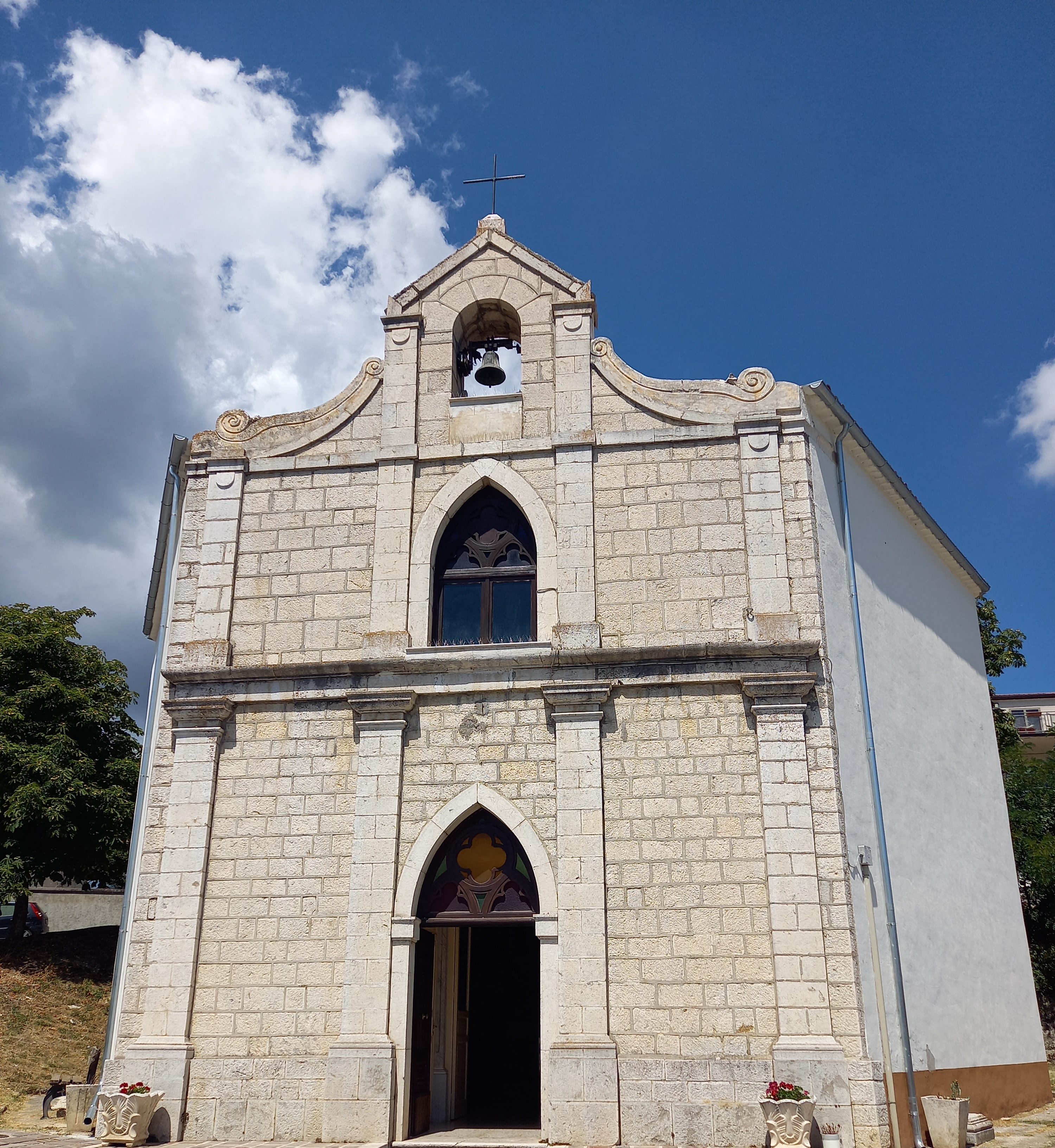
Chiesa di Sant'Antonio di Padova

- Chiesa di Sant'Antonio di Padova: Chiesa di Sant'Antonio di Padova fu edificata e consacrata nel XV secolo, come inciso al suo interno. Essa rientra tra le poche strutture risparmiate dal sisma del 1805, che rase al suolo l'intero borgo. Presenta opere di restauro del 1912 e del 1965. Edificio a schema centrale di forma esagonale, in muratura di pietra a faccia vista, arricchita da archi gotici, lesene e muratura intonacata; la facciata principale è divisa in due zone con un portale delineato da un arco ogivale e in asse, una finestra anch'essa con arco ogivale; una ventola campanaria si raccorda alla facciata tramite archi a volute; copertura a falde con manto in tegole.[44]

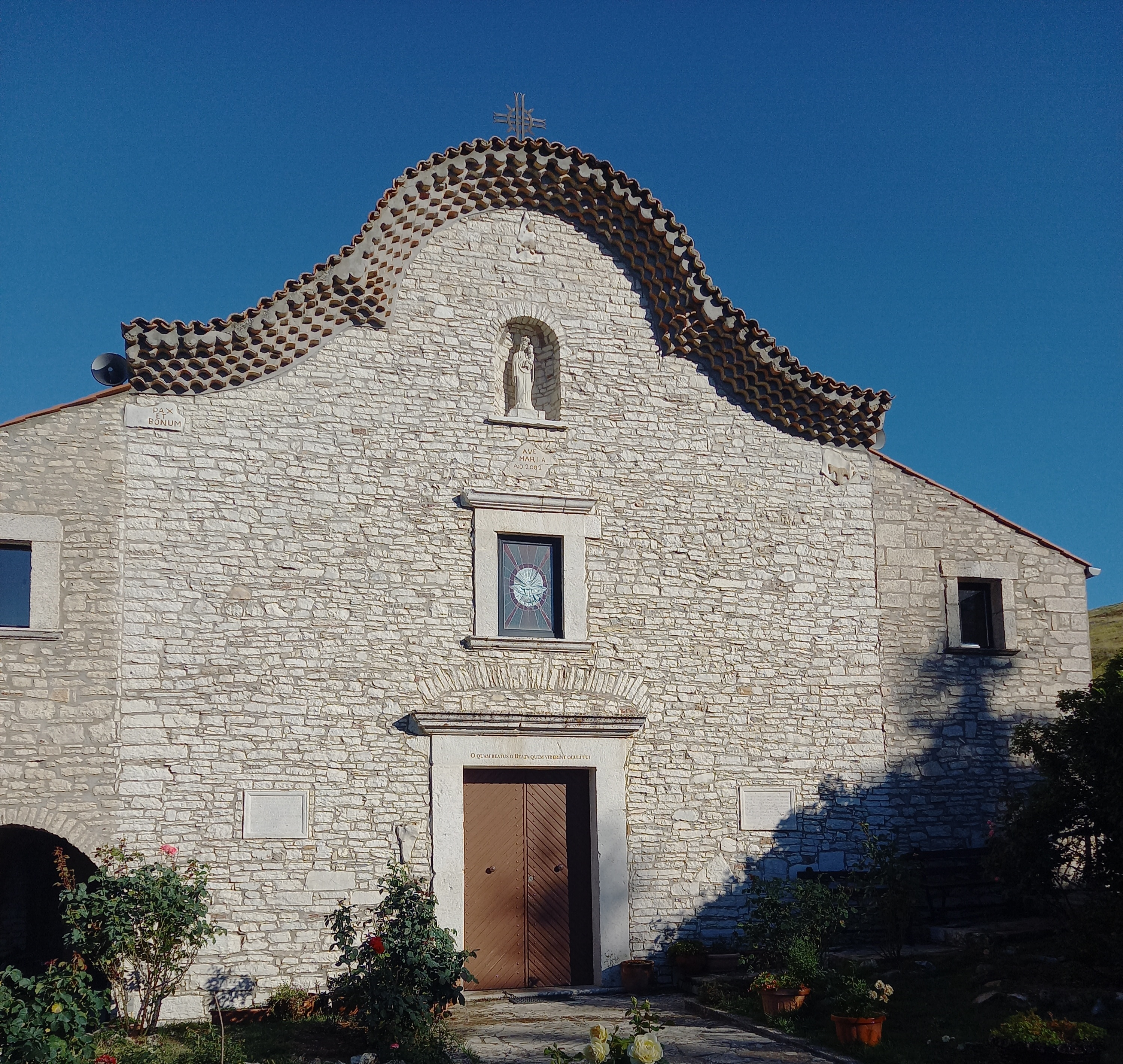
Chiesa di Sant'Egidio, patrono di Frosolone

- Chiesa di Sant'Egidio: Chiesa di Sant'Egidio, patrono di Frosolone struttura antichissima che nel medioevo possedeva un romitorio e dipendeva dal convento di Sant’Onofrio, che sorgeva più in alto, sotto la tutela degli Antoniani che curavano i malati; infatti Sant’Egidio divenne famosa per le miracolose guarigioni dei monaci. All’inizio del 1300 la cappella fu distrutta insieme al convento di Sant’Onofrio[senza fonte] quando la congregazione fu riconosciuta eretica dalla Chiesa di Roma. La cappella fu poi ricostruita e abbattuta di nuovo nel 1704 per far posto alla vera e propria chiesa con romitorio e pozzo. Il terremoto del 1805 distrusse il romitorio ed il campanile, poi ricostruiti. La chiesa è stata ed è ancora un luogo di culto molto caro ai frosolonesi, anche perché vi si trova la statua della Vergine Incoronata. In essa si trova esposto un vecchio manoscritto che elenca una serie di miracoli che il Santo avrebbe compiuto nel '700 che hanno risvegliato l'interesse della gente e grazie a questi ultimi è stato costruito l'eremo.[45] La chiesa è a pianta rettangolare con navata unica e abside tronca[46]. La facciata, a salienti e cornicione aggettante di coppi; è dotato di un ingresso definito da un portale in pietra calcarea architravato. In asse con il portale, in alto ed in posizione centrale si apre una finestra di forma rettangolare sottolineata, nella parte superiore ed inferiore, da una cornice aggettante. Su entrambi i lati del portale d’ingresso sono collocate due lapidi iscritte di cui una dedicata a Sant’Egidio. Lungo i due fianchi laterali e nella parte posteriore si addossano corpi di fabbrica di cui i due laterali edificati con i lavori di restauro del 1704. L’interno, ad unica navata, è scandito da tre campate per parte ed è coperto da volte a botte con lunette. Due cappelle con copertura a crociera sono collocate ai lati della zona presbiteriale: quella di destra accoglie il Cristo Crocifisso e la statua di Padre Pio. Al suo interno, proprio di fronte l'altare, è presente una botola cementata che conduce ad un sepolcro contenente dei corpi di Cavalieri di Malta, identificati dal ricercatore Domenico La Porta, al seguito di rilievi archeologici, in collaborazione con il sacerdote eremita della medesima chiesa, Padre Luciano[senza fonte]

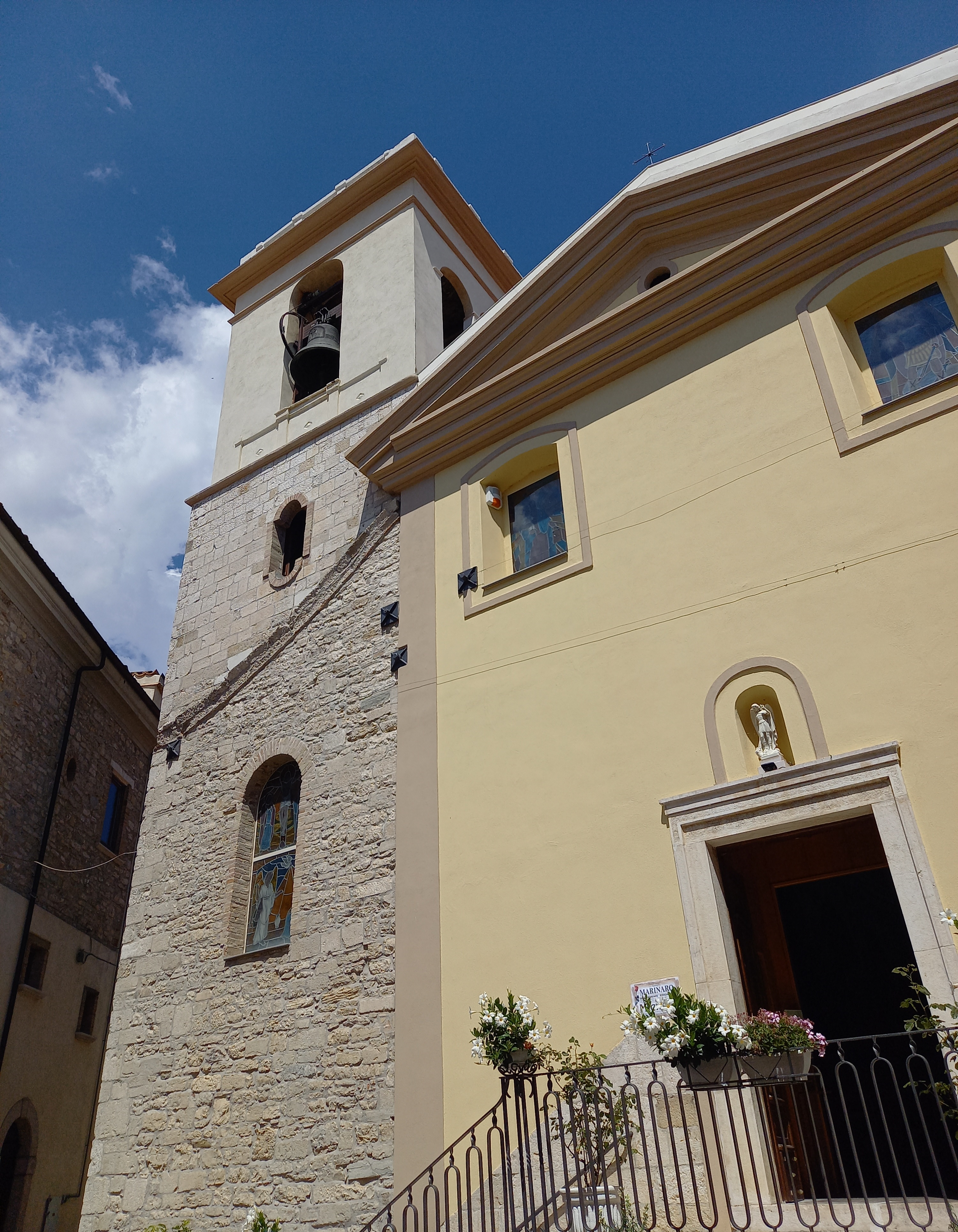
Chiesa di San Michele Arcangelo

- Chiesa di San Michele Arcangelo: Chiesa di San Michele Arcangelo la struttura con molta probabilità è una delle più antiche del borgo, ubicata proprio nel Quartier Sant'Angelo, una delle prime fasi urbanistiche di Frosolone. Le informazioni più antiche risalgono al periodo sannitico-romano dell'area, dove nel punto esatto sorgeva un tempio pagano, come per gran parte delle più antiche chiese dei centri storici italiani[senza fonte].Il nuovo edificio è stato edificato ad opera di Maestranze medievali ed ha subito molti arricchimenti dal Medioevo al Rinascimento[senza fonte]. La chiesa fu gravemente danneggiata dal terremoto della prima metà del '400 e dal terremoto del 1805.[47] il campanile fu restaurato nel 1825.[48] Edificio a schema longitudinale rettangolare, ad aula, ad unica navata con volta a botte; muratura in pietra intonacata; facciata a capanna in muratura in pietra intonacata e laterali in pietra a vista; portale di accesso riquadrato da elementi lapidei; finestre rettangolari al piano superiore; scalinata di accesso in pietra; campanile addossato al lato sinistro della chiesa; copertura a falde con manto in coppi.[49]
- Il cosiddetto Casone: è una struttura privata a pianta rettangolare, ubicata all'esterno del centro storico, vicino la fonte dell'immacolata. Opera di maestranze ottocentesche, si tratta di un edificio sviluppato su due piani il cui uso era quello di alloggio, rimessa e ricovero per il bestiame, medesime caratteristiche riscontrabili anche negli altri casoni del Sannio, come ad esempio quello di Agnone[50]. La funzione divenne poi a scopo abitativo e commerciale, fino ad oggi dove al piano terra presenta alcune botteghe e un alimentari. Il casone è considerato un luogo di ritrovo per i frosolonesi.[39][51]

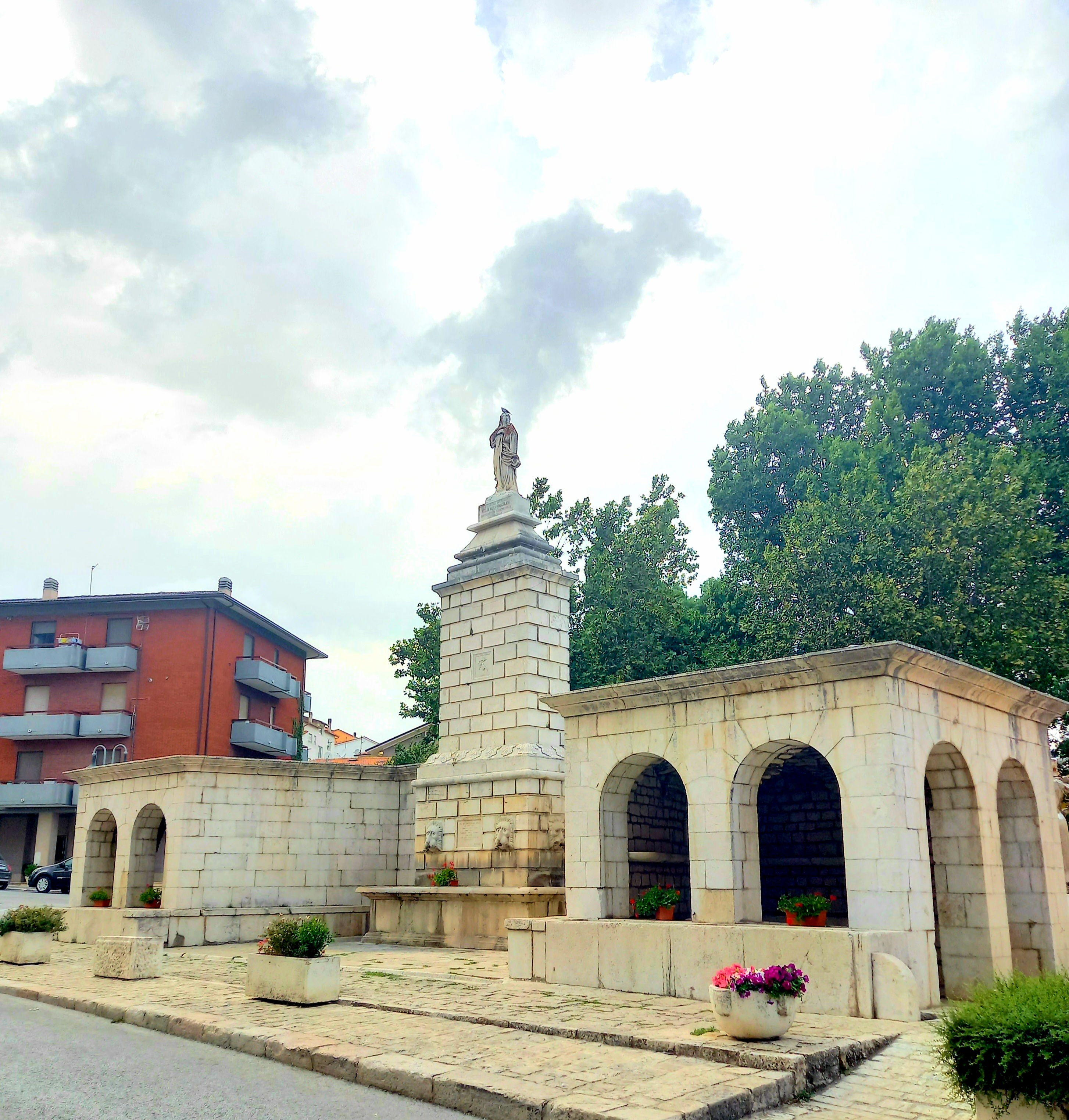
Fonte Della Madonna Immacolata

- Fontana dell'Immacolata: Fonte Della Madonna Immacolata denominata anche con l'appellativo di "Fonte Grossa", è un monumento risalente alle metà del XIX secolo, è ubicato all'esterno del centro storico di Frosolone, frontalmente alla villa comunale e al monumento dei caduti. La fonte è una delle grandi opere architettoniche su cui ha operato il sacerdote Giuseppe Maria Trillo, che si prodigò molto per portare Frosolone al suo attuale splendore storico.[52] La fontana monumentale è costituita da un corpo basso in pietra calcarea lavorata, delineata da 2 strutture voltate con archi a tutto sesto, nei quali si individuano ancora le vasche dei lavatoi; al centro del corpo a C, è presente la fontana con i cannelli dell'acqua potabile ornati da quattro sculture raffiguranti delle teste di leone con una lapide centrale con incise queste parole:

Tale elemento è realizzato in pietra lavorata concluso in sommità da una statua raffigurante la Madonna.

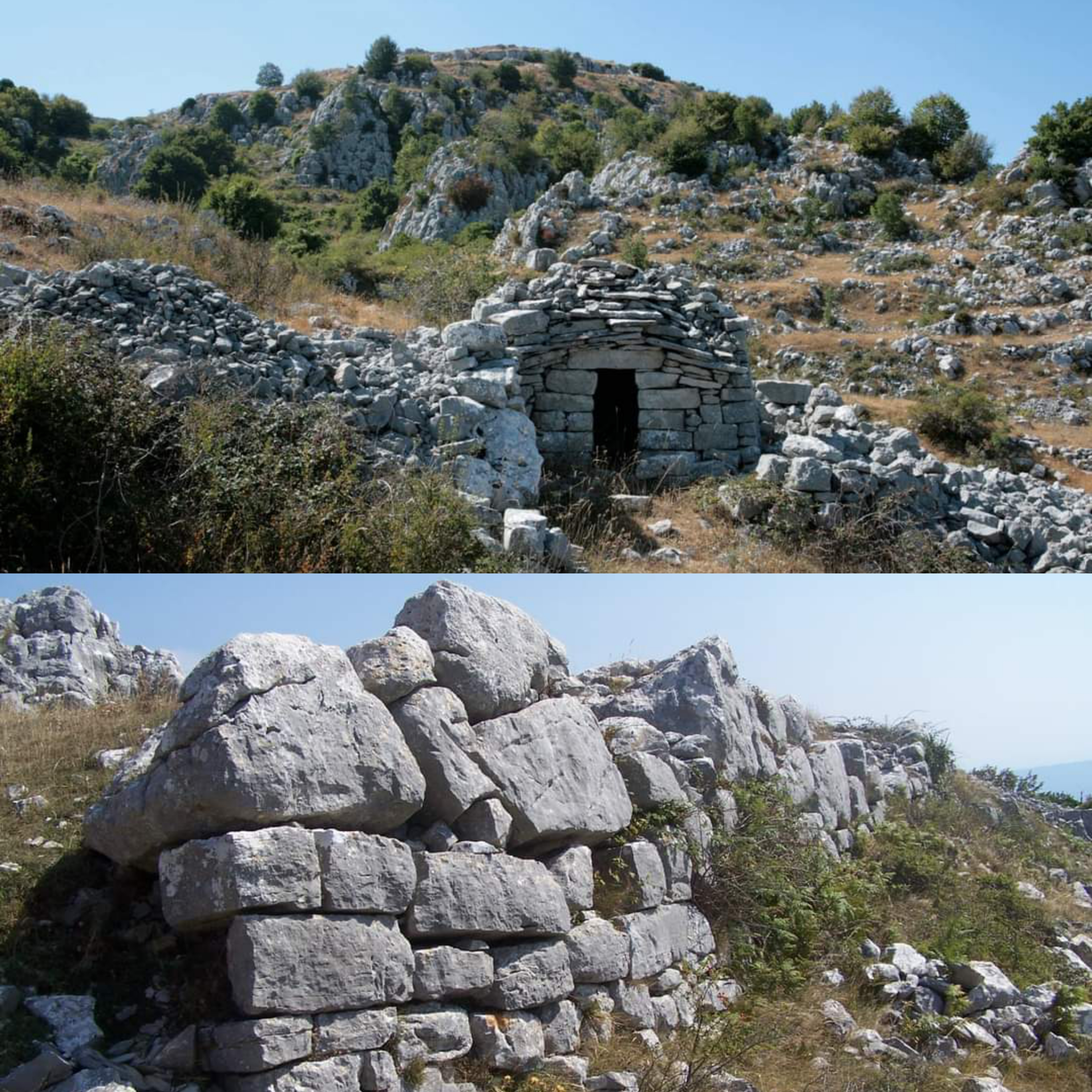
Civitelle e mura Osche (zona archeologica)

- Civitelle e mura osche: Civitelle e mura Osche (zona archeologica) complesso di strutture megalitiche, recinzioni murarie e abitazioni risalenti al periodo sannita. Sono la più antica testimonianza della storia del luogo, che ha permesso di poter ricostruire cronologicamente l'evoluzione del centro abitato di Frosolone. Localizzate nella cima sinistra del Monte Gonfalone, sono meta di turisti e ricercatori archeologici.[42]

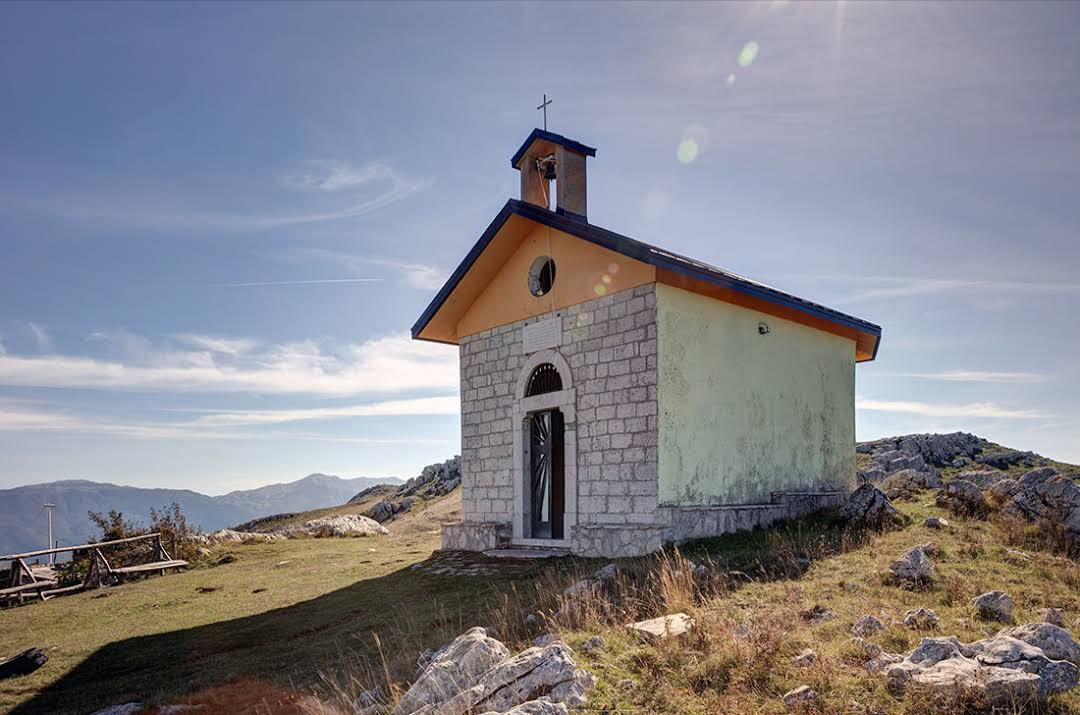
Cappella della Madonna Addolorata (montagna di Frosolone)

- Cappella della Madonna Addolorata: Cappella della Madonna Addolorata (montagna di Frosolone) uno dei monumenti più simbolici di tutta la vallata che comprende Frosolone. La cappella è stata edificata per mano di maestranze novecentesche, di dimensioni molto modeste e con una sola navatella, un portale e una ventolina campanaria. È ubicata a circa 1300 m s.l.m. sulla cima del Monte Gonfalone che sovrasta il borgo. La chiesa dell'Addolorata, rientra tra le opere sacre volute dal sacerdote Giuseppe Maria Trillo, il cui monumento memoriale è presente nella piazza della Loggia Dei Pezzenti, alla sinistra della Chiesa di San Rocco. È una delle più rinomate mete per gli escursionisti della zona, e vi sono celebrati: il pellegrinaggio della seconda domenica di Luglio, e la fiaccolata del 24 dicembre, come vuole la tradizione del luogo.[39][51]

## Società

### Evoluzione demografica

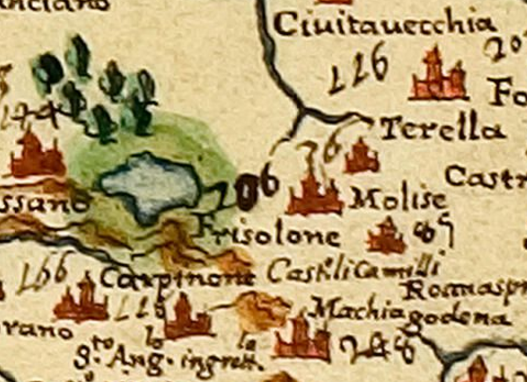
Frosolone e i centri circostanti in una mappa del 1613

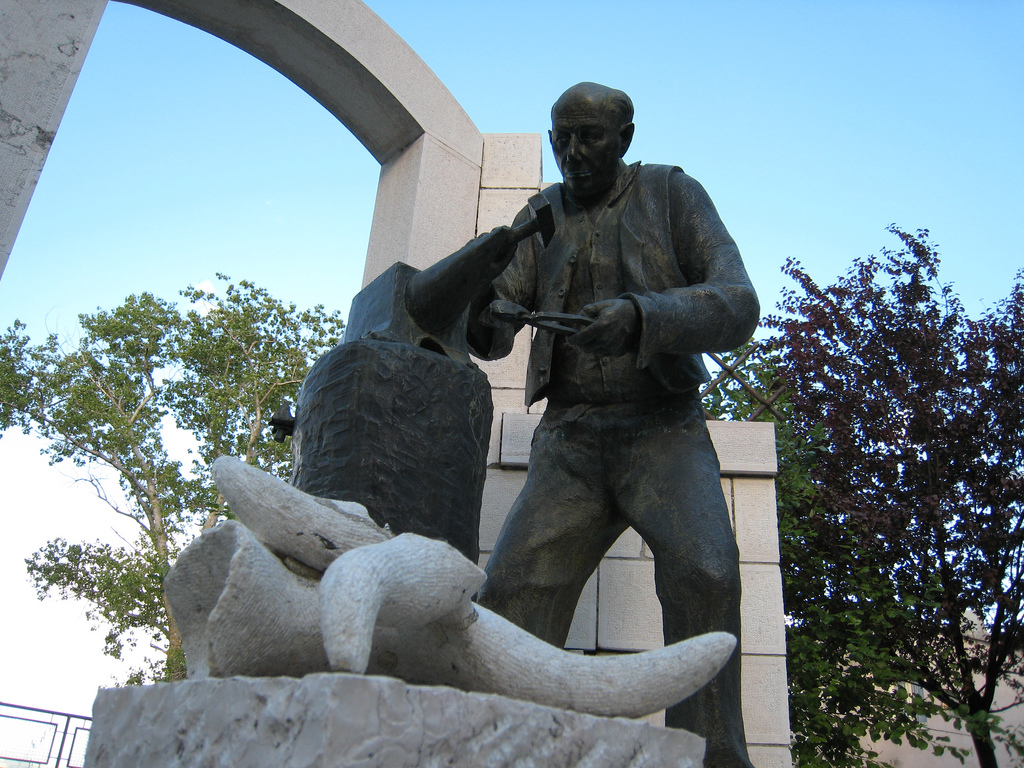
Monumento al coltellinaio.

Abitanti censiti

## Economia
Storicamente, il paese ha fondato la propria economia sull'allevamento (in particolare di ovini) e sulla lavorazione artigianale di forbici e coltelli: a fianco a queste due attività principali vanno collocate un'agricoltura prevalentemente di sussistenza e tutte le altre attività legate alla fornitura di beni e servizi, necessari per una popolazione sempre abbastanza cospicua rispetto ai centri circostanti.
Il venir meno di posti di lavoro legati ad attività un tempo esclusivamente artigianali e oramai quasi del tutto scomparse e l'emigrazione (in particolare quella, legata al miracolo economico, di personale qualificato), tuttavia, non hanno cambiato in maniera radicale il mercato del lavoro, che si fonda ancora oggi sul settore primario e sul secondario; gradualmente sta prendendo piede il settore turistico, in particolare sotto forma dell'alloggio diffuso, favorito dai paesaggi naturali e da un settore agroalimentare ancora in buona parte artigianale: per queste ragioni Frosolone ha ricevuto, per più anni consecutivi, la Bandiera arancione del Touring Club Italiano.
Al giorno d'oggi il paese vanta una discreta produzione agroalimentare, in particolare di formaggi vaccini (caciocavallo e scamorza) e ovini (pecorino); in espansione è il settore legato alla cavatura del tartufo. Ancora praticata è la produzione artigianale di forbici e coltelli. Ogni anno, nel mese di agosto, a Frosolone si svolge la Mostra-mercato nazionale delle forbici e dei coltelli.
Il comune ospita inoltre una centrale di produzione di energia eolica con una potenza installata di 21,3 MW costruita dall'Enel e posta sulla sommità della montagna che sovrasta il comune.

## Nella cultura di massa
Il nome del paese di Frosolone è stato spesso utilizzato in modo ironico nel mondo dello spettacolo, in particolare per la sua assonanza con la cittadina ciociara di Frosinone, ben nota al pubblico romano e spesso associata a un'idea di spontanea rusticità. Una prima citazione risale al film Il merlo maschio del 1971, con Lando Buzzanca, scritto e diretto da Pasquale Festa Campanile, tratto dal racconto Il complesso di Loth di Luciano Bianciardi. Negli anni 1974 e 1975 la trasmissione radiofonica L'altro suono di Mario Colangeli, con Anna Melato e Antonio De Robertis, rese un tormentone la frase "aridamme lo fazzolettone che t'aggio portato da Frosolone", parte del testo della vecchia canzone "Me ne vuoglie ì a Capracotta". Sempre negli anni Settanta a lanciare "La Madonna di Frosolone" è stato Pippo Franco. Nel 1984 il regista Mario Monicelli nel film Bertoldo, Bertoldino e Cacasenno del 1984 ha ideato il personaggio di Frà Cipolla da Frosolone, interpretato da Alberto Sordi. Nel 1997 è stata Caterina Guzzanti nel programma Posta del cuore su Raidue a lanciare il personaggio "Giampiero da Frosolone", di cui era pazzamente innamorata.